# Rubí (2020)
Rubí (no Brasil: Rubi) é uma série de televisão norte-americana em língua espanhola produzida pelo W Studios para a Televisa e Univision. É um reboot baseado no clássico mexicana de mesmo nome de 2004, que, por sua vez, havia sido inspirada na história em quadrinhos Rubí (1963), criada por Yolanda Vargas Dulché e é a terceira produção da franquia Fábrica de Sueños.
Escrita por Leonardo Padrón e produzida por Carlos Bardasano, a série estreou nos Estados Unidos em 21 de janeiro de 2020 na Univision, terminando em 27 de fevereiro de 2020 com um total de 26 episódios, substituindo El Dragón. No México, foi exibida pelo Las Estrellas, de 15 de junho a 21 de julho de 2020, em 27 capítulos, substituindo Sin Miedo a La Verdad 3 e sendo substituída por El Dragón.
É protagonizada antagonicamente por Camila Sodi como a personagem-título, junto a José Ron e Kimberly Dos Ramos e antagonizada por Rodrigo Guirao Díaz, Alejandra Espinoza, Alfredo Gática e Chris Pazcal. Tem atuações estelares de Ela Velden, Tania Lizardo, Marcus Ornellas, Lisardo, María Fernanda García, Giuseppe Gamba e Antonio Fortier e o primeiro ator Henry Zakka e a participação especial de Mayrín Villanueva.
Em Portugal, a série é exibida na plataforma Opto da SIC em versão original (espanhol) com legendas em português. No Brasil, a série é exibida na Globoplay na versão dublada.

## Enredo
A história se passa em duas etapas: o presente (2020) e o futuro (2040). No futuro, uma jornalista chamada Carla Rangel (Ela Velden) decide fazer uma longa reportagem sobre uma misteriosa mulher que mora fora da Cidade do México chamada Rubí Ochoa Ramirez (Camila Sodi). Esta misteriosa mulher esconde um grande passado que a levou a se tornar a mulher mais odiada de todo o México.

## Elenco
| Intérprete             | Personagem                            |
| ---------------------- | ------------------------------------- |
| Camila Sodi            | Rubí Ochoa Ramírez                    |
| José Ron               | Alejandro Cárdenas Ruiz               |
| Rodrigo Guirao Díaz    | Héctor Ferrer Garza                   |
| Kimberly Dos Ramos     | Maribel de la Fuente Ortiz            |
| Ela Velden             | Carla Rangel / Fernanda Ochoa Ramirez |
| Tania Lizardo          | Cristina Ochoa Ramirez                |
| Marcus Ornellas        | Lucas Fuentes Morán                   |
| Lisardo                | Arturo de la Fuente                   |
| María Fernanda García  | Rosa Emilia Ortiz De de la Fuente     |
| Mayrín Villanueva      | Refugio Ramirez Ochoa                 |
| Alejandra Espinoza     | Sonia Aristimuño                      |
| Henry Zakka            | Boris                                 |
| Rubén Sanz             | Eduardo, Príncipe de España           |
| Alfredo Gatica         | Loreto Mata                           |
| Giuseppe Gamba         | Napoleón                              |
| Antonio Fortier        | Cayetano Gómez                        |
| Paola Toyos            | Queca Gallardo                        |
| Andrea Portugal        | Ángela Muñoz                          |
| Rodrigo Magaña         | "El Tuerto"                           |
| Chris Pascal           | Gatillo                               |
| Adriana Focke          | Ermita                                |
| Carlos Moreno Cravioto | Detective Frank Montoya               |
| Eduardo Cortejosa      | "El Chuspa"                           |
| Gerardo Murguía        | Dr. Mandieta                          |
| Antonio López Torres   | Comandante Linares                    |
| Juan Soler             | Don Héctor Ferrer                     |
| Flor Martino           | Elisa Garza de Ferrer                 |
| Carlos Felipe Martínez | Julio                                 |
| Arancha Solís          | Ana                                   |
| Saburo Iída            | Sadao Tadashi                         |
| Oscar Gordillo         | Policial                              |
| Ian García Monterrubio | Cuauhtémoc / Ian Monterrubio          |
| José Casasús           | Socrates                              |
| Mónica Corral          | Vendedora                             |
| Sara Montalvo          | Teresa                                |
| Paulo Trejo            | Policial                              |
| Christian Uribe        | Roberto                               |
| Valery Sais            | Fernanda Ochoa Ramirez (criança)      |

### Dublagem brasileira
- Rubi - Mabel Cezar
- Alejandro - Eduardo Borgeth
- Maribel - Andréa Murucci
- Héctor - Peterson Adriano
- Fernanda/Carla - Letícia Jupiassu (criança)/Luisa Viotti (adulta)
- Caetano - Raphael Rossato
- Refúgio - Ísis Koschdoski
- Gatilho - Daniel Ávila
- Cristina - Larissa de Lara
- Lucas - Fabrício Villa Verde
- Emma - Márcia Alves
- Artur - Luis Feier Motta
- Sonia - Erika Menezes
- Boris - Carlos Seidl
- Queca - Bia Barros
- Medina - Gutemberg Barros
- Marina - Amanda Manso
- Delegado Espinoza - Bruno Rocha
- Gisela - Naiaama Belle
- Loreto - Fernando Mendonça
- Rosa - Sumara Louise
- Sacola - Bruno Linhares
- Napoleão - Wesley Santana
- Doutor Ortiz - Antonio Alves
- Nicolas - João Pedro Teixeira

- Estúdio: Som de Vera Cruz
- Direção: Ísis Koschdoski e Carina Eiras

## Produção
Em 2018, a Televisa lançou o projeto Fabrica de Sueños, que consistia em criar releituras de novelas que foram sucesso no passado. O formato idealizado seria de 25 capítulos para cada trama lançada. Dentre as novelas que a Televisa pretendia criar uma releitura mais curta, estava Rubí, trama de 2004. Muito se especulou sobre quem seria a personagem título. Porém o martelo foi batido logo, sendo Camila Sodi a escolhida.
As gravações da trama se iniciaram em julho de 2019 e terminaram em outubro do mesmo ano. Durante esse período, parte do elenco também gravou cenas em Madrid, na Espanha.
A música de abertura da novela "A Quién Le Importa?" foi cantado pela própria Camila Sodi. Segundo ela, se trata de uma homenagem à sua tia, a cantora  Thalía, que havia gravado essa mesma música em 2002, e que foi um grande sucesso.

## Exibição
Brasil
Esteve disponível no catálogo do streaming Globoplay com dublagem em português, entre os dias 14 de junho de 2021 e 31 de maio de 2025.
Portugal
A série está disponível desde o dia 24 de novembro de 2020 na plataforma Opto da SIC em versão original com legendas em português.

### Reprise
Foi reprisada pelo canal TLNovelas de 02 a 20 de maio de 2022, substituindo Niña Amada Mia e sendo substituída por Corazón Salvaje.

## Audiência
| Horário               | # Eps. | Estreia               | Estreia           | Final                   | Final           | Posição | Temporada | Classificação geral |
| Horário               | # Eps. | Data                  | Primeiro capítulo | Data                    | Último capítulo | Posição | Temporada | Classificação geral |
| --------------------- | ------ | --------------------- | ----------------- | ----------------------- | --------------- | ------- | --------- | ------------------- |
| Segunda – Sexta 21h30 | 26     | 21 de janeiro de 2020 | 3.6               | 27 de fevereiro de 2020 | 4.8             | #1      | 2020      | 3.74                |

## Outras versões

### História em quadrinhos
- Rubí (1963) – HQ escrito por Yolanda Vargas Dulché e desenhado por Antonio Gutiérrez para a revista Lágrimas, Risas y Amor.

### Televisão
- Rubí (1968) – telenovela mexicana produzida por Valentín Pimstein para Televisa, protagonizada por Fanny Cano.
- Rubí (2004) – telenovela mexicana produzida por José Alberto Castro para Televisa, protagonizada por Bárbara Mori.
- Rubi (2010) – telenovela filipina produzida por ABS-CBN, protagonizada por Angelica Panganiban.
- Ruby (2012) – série árabe produzida por MBC4, protagonizada por Cyrine Abdelnour.

### Cinema
- Rubí (1970) – filme dirigido e adaptado por Carlos Enrique Taboada, protagonizado por Irán Eory.